# Adrien Moreau
Adrien Moreau, né le 18 avril 1843 à Troyes et mort le 22 février 1906 à Paris 16e, est un peintre de genre et d’histoire français.

## Biographie
Il est le fils d'Adolphe Augustin Moreau, poêlier, et d'Adrienne Leautey. Même si sa famille ne le destine pas à l'art, Adrien Moreau quitte tout de même rapidement Troyes et tente le concours de l’École des beaux-arts de Paris où il est admis le 7 octobre 1863, présenté par Alexandre Laemlein.
Formé à la peinture d'histoire dans l'atelier du peintre Léon Cognet pendant un an puis dans celui d'Isidore Pils, Adrien Moreau a fait de la peinture d'histoire et des souvenirs du passé sa spécialité. Épris de fictions et de légendes, il transcende l'histoire en de merveilleuses et pittoresques scènes. Il devient maître dans l'art de conter avec brio et un brin de romantisme les épisodes des siècles passés, anecdotique le plus souvent. Il emprunte ses sujets à des scènes du Moyen Âge aussi bien qu'à la vie quotidienne ou en portraiturant les dames de la haute société. Il est attiré également par la peinture animalière, il sera qualifié de « scrupuleux portraitiste du cheval ».
Il expose pour la première fois au Salon de Paris de 1868 avec un sujet tiré de la Bible qui lui vaut l’estime générale. L’année suivante, il présente Néron chez les Belluaires. Sa dernière apparition au Salon des artistes français, dont il devient sociétaire, date de 1904 ; il y présente deux toiles, inspirées de la Révolution française et du 1er Empire : Arrestation sous la Terreur et La promenade du Roi de Rome à Saint-Cloud. Il obtient une médaille de 2ème classe en 1876 et une médaille d'argent à l'Exposition universelle de 1889.
Le 9 avril 1892, il est nommé chevalier de la Légion d'honneur.
La plupart de ses toiles sont achetées par les musées français et des collectionneurs étrangers aux XIXe et XXe siècles. Le musée des beaux-arts de Troyes, le musée d'Arts de Nantes et le musée des beaux-arts de Carcassonne conservent des œuvres d'Adrien Moreau.
Une partie de son atelier fut détruite lors d'un incendie en 1870 à la suite de l'explosion de la poudrière du Luxembourg. Un grand nombre de dessins, croquis, études sont perdus à cette occasion.
Au cours de sa carrière, il reçoit un certain nombre de commandes de la part d’éditeurs de livres d'art, pour lesquels il illustre les ouvrages de grands écrivains français comme Voltaire, ou Honoré de Balzac — Les Chouans, Mémoires de deux jeunes mariées, la Femme de trente ans, Z. Marcas, La Peau de chagrin, L'Envers de l'histoire contemporaine— ou encore les Mémoires d'un volontaire d'Anatole France (1902). Il illustra Son altesse la femme (1885) d'Octave Uzanne pour la Maison Quantin.
Il était membre de la Société d'aquarellistes français.

## Galerie

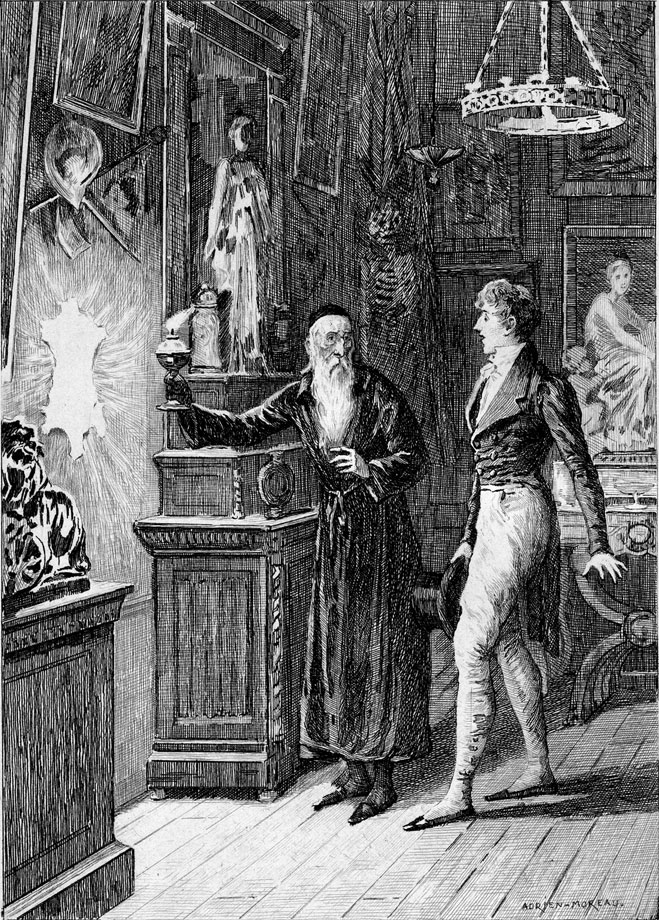
Illustration pour La Peau de chagrin.
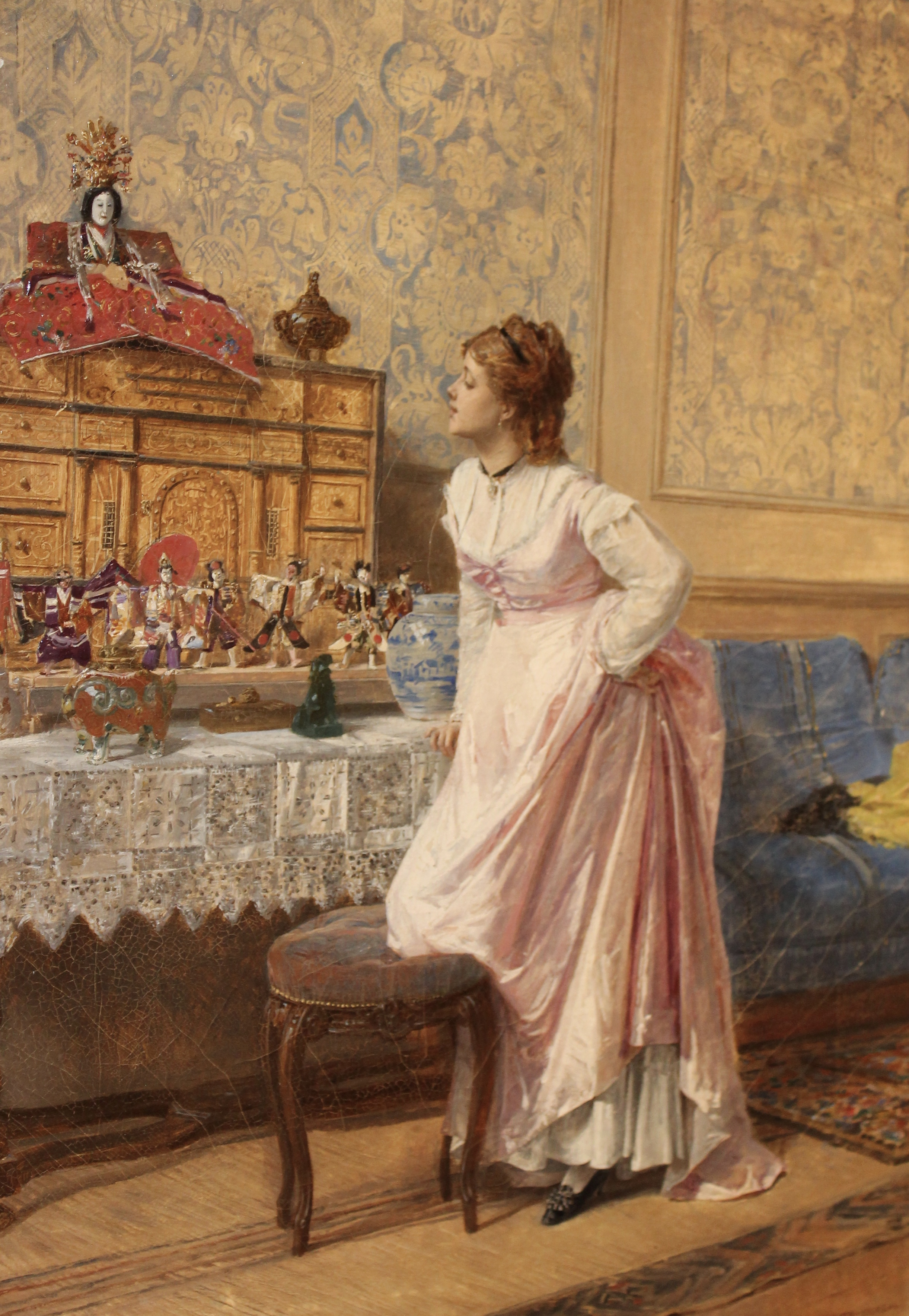
Ses poupées japonaises, huile sur toile, 1872 (Widener University Art Museum).
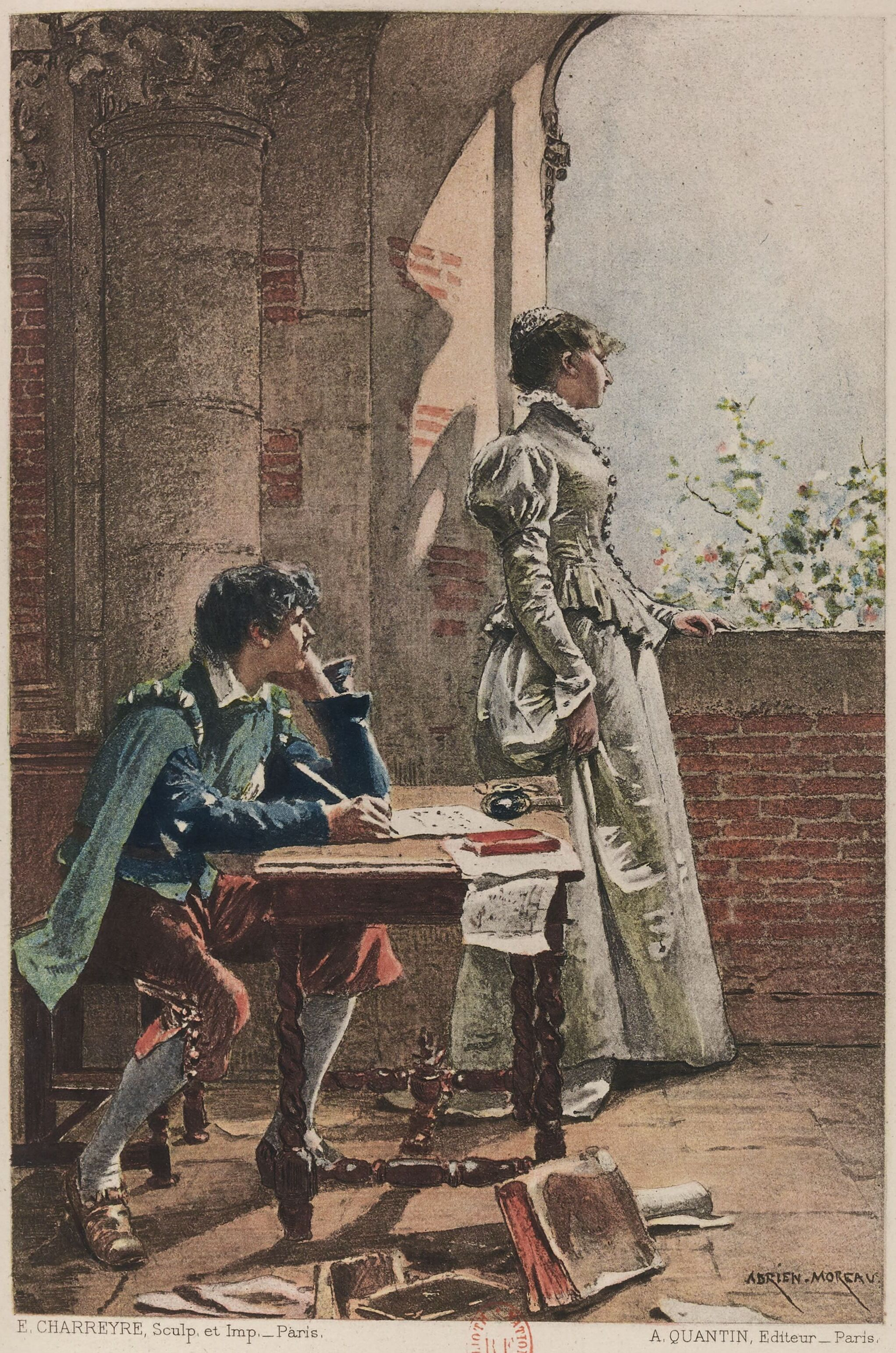
Aquarelle pour Son altesse la femme (1885).
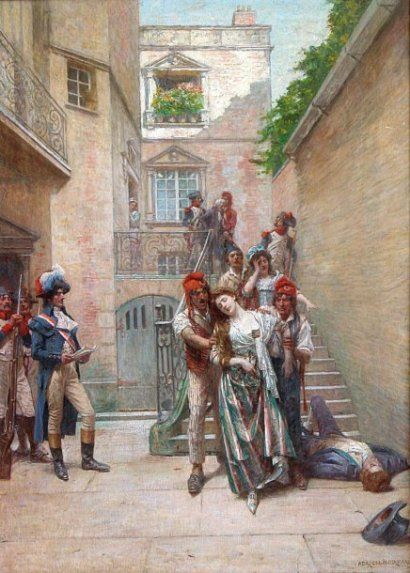
Une arrestation sous la Terreur.